# Tall Timber (Colorado)
Tall Timber es un lugar designado por el censo ubicado en el condado de Boulder en el estado estadounidense de Colorado. En el Censo de 2010 tenía una población de 208 habitantes y una densidad poblacional de 139,91 personas por km².

## Geografía
Tall Timber se encuentra ubicado en las coordenadas 40°0′55″N 105°20′59″O / 40.01528, -105.34972. Según la Oficina del Censo de los Estados Unidos, Tall Timber tiene una superficie total de 1.49 km², de la cual 1.49 km² corresponden a tierra firme y (0%) 0 km² es agua.

## Demografía
Según el censo de 2010, había 208 personas residiendo en Tall Timber. La densidad de población era de 139,91 hab./km². De los 208 habitantes, Tall Timber estaba compuesto por el 98.08% blancos, el 0% eran afroamericanos, el 0.48% eran amerindios, el 1.44% eran asiáticos, el 0% eran isleños del Pacífico, el 0% eran de otras razas y el 0% pertenecían a dos o más razas. Del total de la población el 0.48% eran hispanos o latinos de cualquier raza.